# Lambertseter (metrostation)
Lambertseter is een metrostation in de Noorse hoofdstad Oslo. Het station werd geopend op 28 april 1957 en wordt bediend door de lijnen 1 4 van de metro van Oslo.